# Château de Villandraut
Le château de Villandraut se situe dans la commune du même nom, dans le département français de la Gironde. Il est classé monument historique le 12 juillet 1886.

## Historique
Le château est édifié dans le sud-ouest de la France par Bertrand de Got à partir de 1305, lorsqu'il est élu pape sous le nom de Clément V. Sans doute né à Villandraut, il conserve sa vie durant une affection particulière pour sa région d'origine. Ce somptueux château-palais est destiné à lui servir de résidence lors de ses séjours en Guyenne. La construction a vraisemblablement duré jusqu'en 1312 mais des parties sont achevées dès 1307-1308 puisque Clément V y séjourne.

## Description

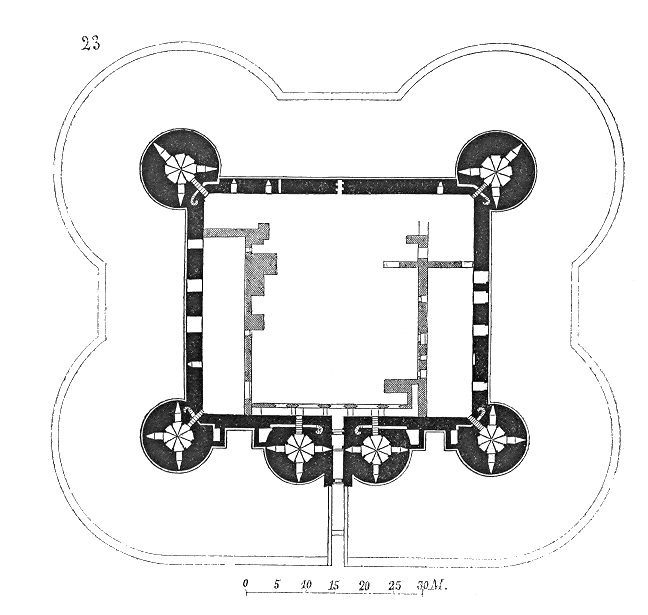
Plan du château.

Le château de Villandraut, palais forteresse symbole de la puissance de la famille de Got, se présente comme une œuvre complète et homogène, construit de 1305 à 1314, malgré les diverses modifications qu’il a subies et son état actuel de ruine. L'édifice assurait trois fonctions principales qui caractérisent les châteaux médiévaux : défense, habitat et reflet de la puissance d’une famille.
La fonction de défense était dévolue aux vastes douves qui entourent le château, aux tours massives percées d’archères qui cantonnent la muraille, au châtelet d'entrée qui encadre le pont-levis.
Les trois ailes du logis en retour d'équerre, dessinent un palais en U et permettaient une bonne répartition des fonctions résidentielles. Le rez-de-chaussée était un étage utilitaire réservé aux écuries, aux communs, aux cuisines et abritait également la salle de garde. L’étage, partie noble du corps de logis, accessible par de grands degrés, comportait deux salles de logements privés, une chapelle, des antichambres et une vaste salle de 240 m2, à laquelle on accédait par un escalier extérieur, pour recevoir les hôtes et rendre la justice.
La séparation entre les parties privées et communes était assurée par les antichambres. Le château était vraisemblablement assez confortable puisque qu'équipé de dix-neuf latrines et vingt-et-une cheminées. Malheureusement, ne restent de la décoration du château que quelques carreaux de pavement en terre cuite avec motifs, des clefs de voûte sculptées et des peintures murales.

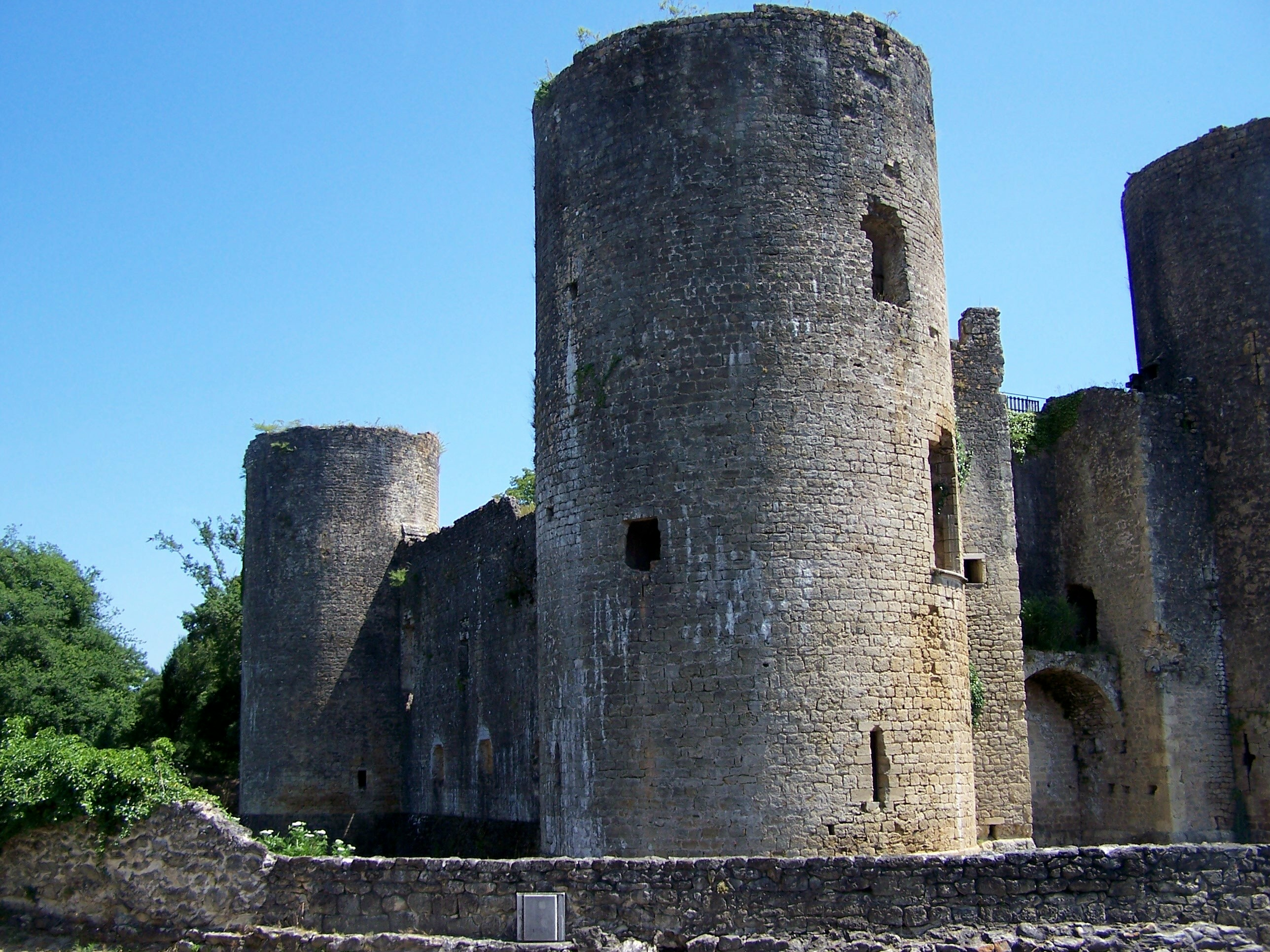
Façade ouest et tour sud-ouest.
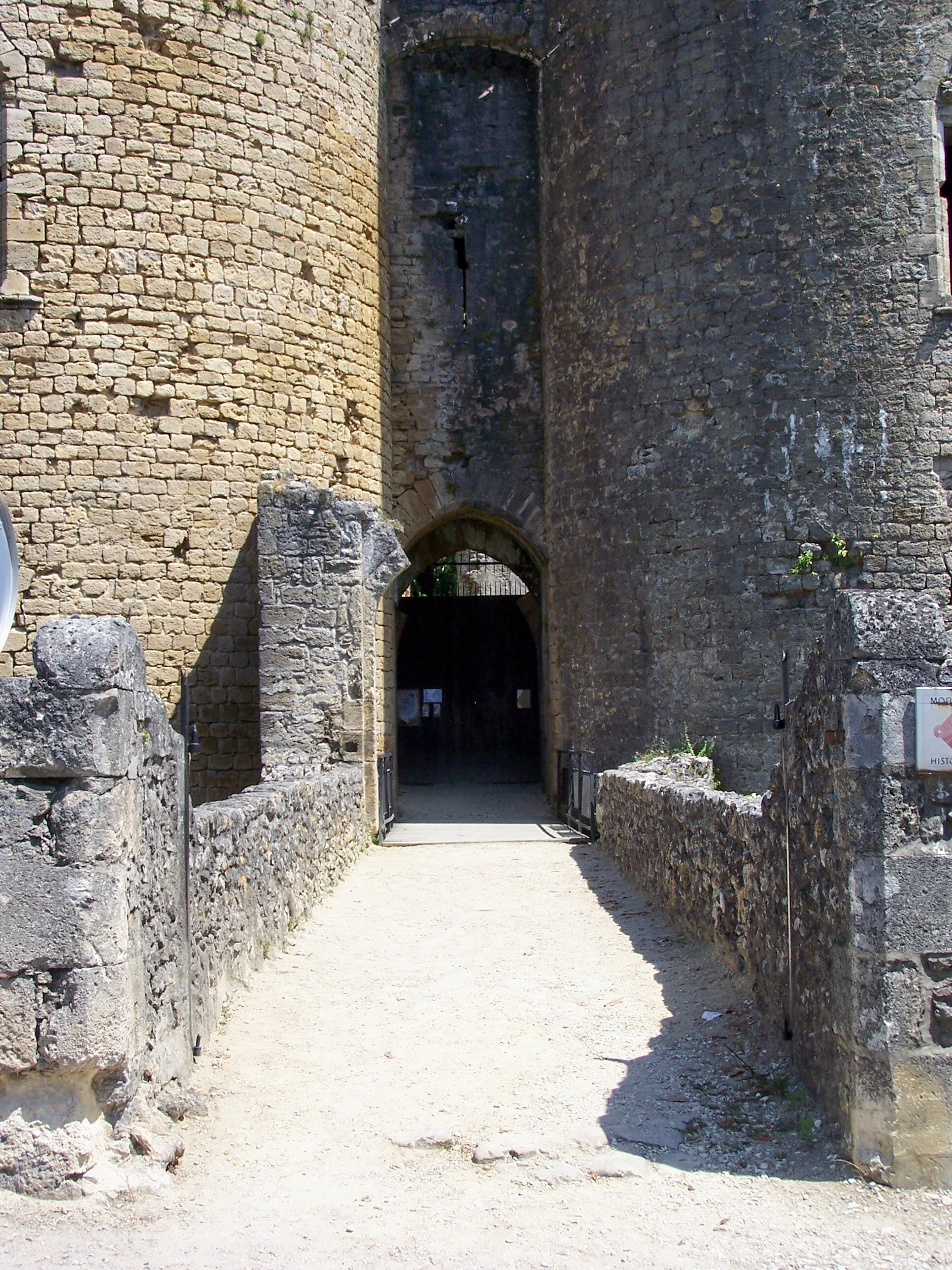
Pont et entrée.
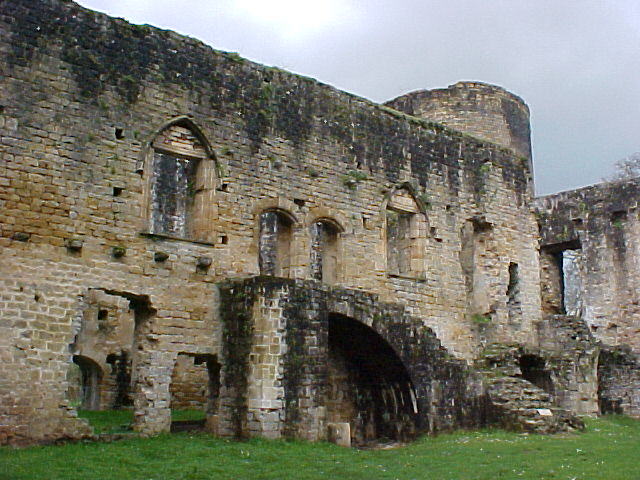
Le corps de logis.
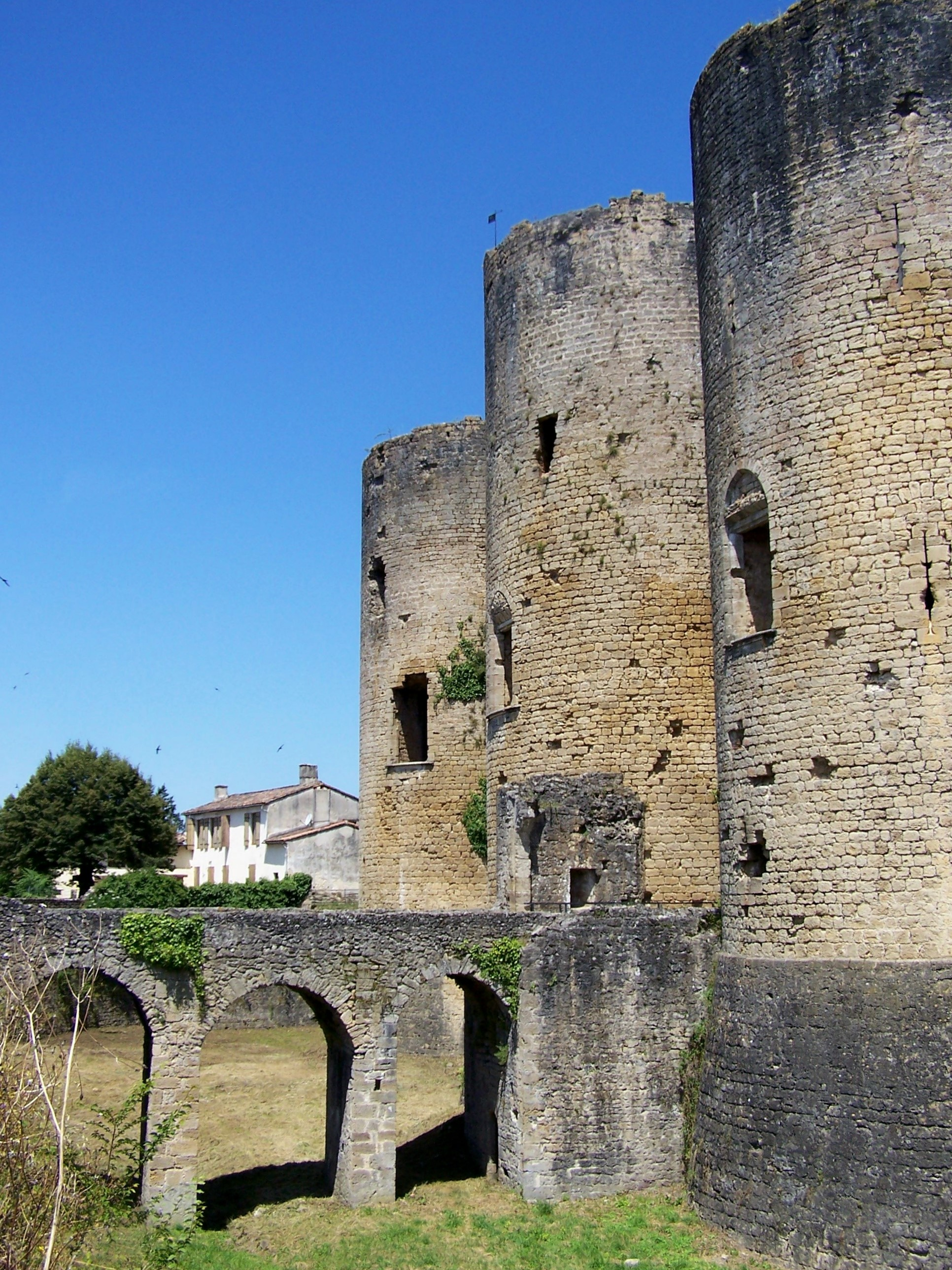
Façade sud, les douves.